# Ane Halsboe-Jørgensen

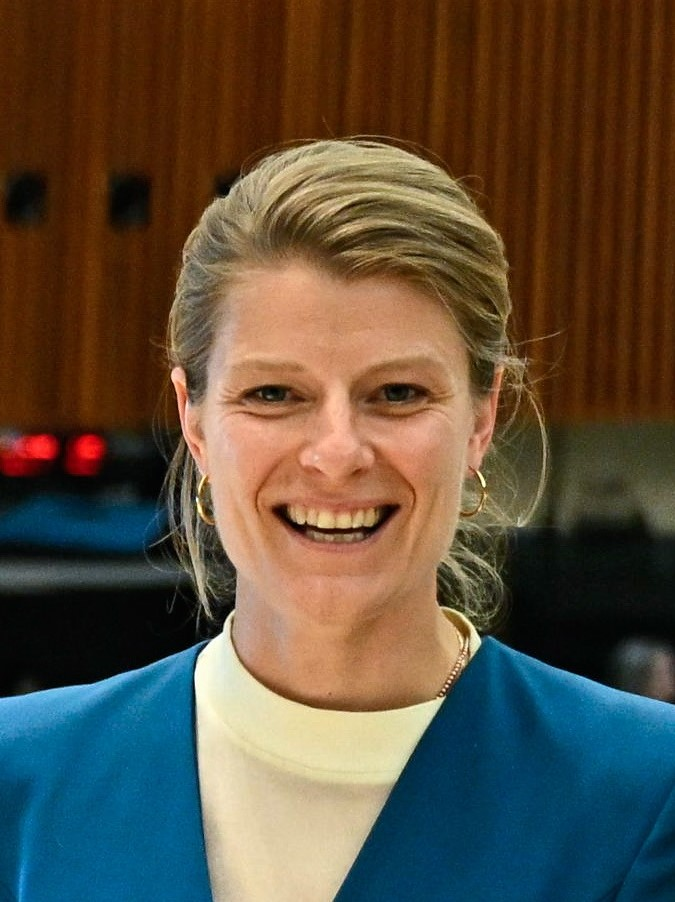
Ane Halsboe-Jørgensen, 2025

Ane Halsboe-Jørgensen (* 4. Mai 1983 in Fjerritslev als Ane Halsboe-Larsen) ist eine dänische Politikerin der Socialdemokraterne. Seit 2011 ist sie Abgeordnete im Folketing. Von Juni 2019 bis August 2021 war sie Ausbildungs- und Forschungsministerin, anschließend war sie bis Dezember 2022 die Ministerin für Kirche und Kultur Dänemarks. Seit Dezember 2022 ist sie Beschäftigungsministerin.

## Leben
Halsboe-Jørgensen ist die Tochter eines Gymnasiallehrers und einer Sozialarbeiterin. Sie studierte von 2004 bis 2009 Politikwissenschaft an der Universität Kopenhagen und schloss als cand. scient. pol. ab. Von 2009 bis 2011 arbeitete sie als Beraterin beim dänischen Gewerkschaftsbund Landsorganisationen i Danmark (LO). Bei der Parlamentswahl 2011 wurde sie für den Wahlkreis Nordjütland erstmals in das dänische Parlament, das Folketing, gewählt. In der Zeit zwischen 2011 und 2019 war sie Mitglied des Fraktionsvorsitzes ihrer Partei. Von 2016 bis 2019 war sie außerdem die Vorsitzende des Ausschusses für Außenpolitik.
2018 veröffentlichte sie gemeinsam mit ihrer Parteikollegin Pernille Rosenkrantz-Theil das Buch Det betaler sig at investere i mennesker (deutsch: Es zahlt sich aus, in Menschen zu investieren). Darin kritisieren die beiden die Rechenmodelle des dänischen Finanzministeriums. Sie schlugen vor, in die Berechnungen jeweils auch die Konsequenzen von sozialen Ausgaben miteinfließen zu lassen.
Am 27. Juni 2019 wurde sie zur Ausbildungs- und Forschungsministerin Dänemarks in der Regierung Frederiksen I ernannt. Am 16. August 2021 wechselte sie in das Amt der Ministerin für Kirche und Kultur. Bei der Bildung der Regierung Frederiksen II wurde Halsboe-Jørgensen am 15. Dezember 2022 zur neuen Beschäftigungsministerin ernannt.